# Viciria detrita
Viciria detrita là một loài nhện trong họ Salticidae.
Loài này thuộc chi Viciria. Viciria detrita được Embrik Strand miêu tả năm 1922.